# Waltheria scabra
Waltheria scabra är en malvaväxtart som först beskrevs av Luigi Aloysius Colla, och fick sitt nu gällande namn av P.L.R.Moraes och Guglielmone. Waltheria scabra ingår i släktet Waltheria och familjen malvaväxter. Inga underarter finns listade i Catalogue of Life.